# Сиапичча
Сиапичча (итал. Siapiccia) — коммуна в Италии, располагается в области Сардиния, в провинции Ористано.
Население составляет 376 человек (2008 г.), плотность населения составляет 21 чел./км². Занимает площадь 18 км². Почтовый индекс — 9084. Телефонный код — 0783.
Покровителем коммуны почитается святитель Николай Мирликийский, чудотворец, празднование 6 декабря.

## Демография
Динамика населения:

## Администрация коммуны
- Официальный сайт: http://www.comune.siapiccia.or.it/